# Cabo de Palos
El cabo de Palos es un cabo de España en aguas del mar Mediterráneo y una localidad que se encuentra en el municipio de Cartagena, en la Región de Murcia en España.
Orográficamente, el cabo forma parte de las últimas estribaciones de las cordilleras Béticas del complejo nevado-filábride formado por micaesquistos paleozoicos.

## Toponimia
El nombre de cabo de Palos proviene del latín. De su cercanía al mar Menor toma el nombre de palus —‘laguna’ o ‘marisma’, en latín—.

## Historia

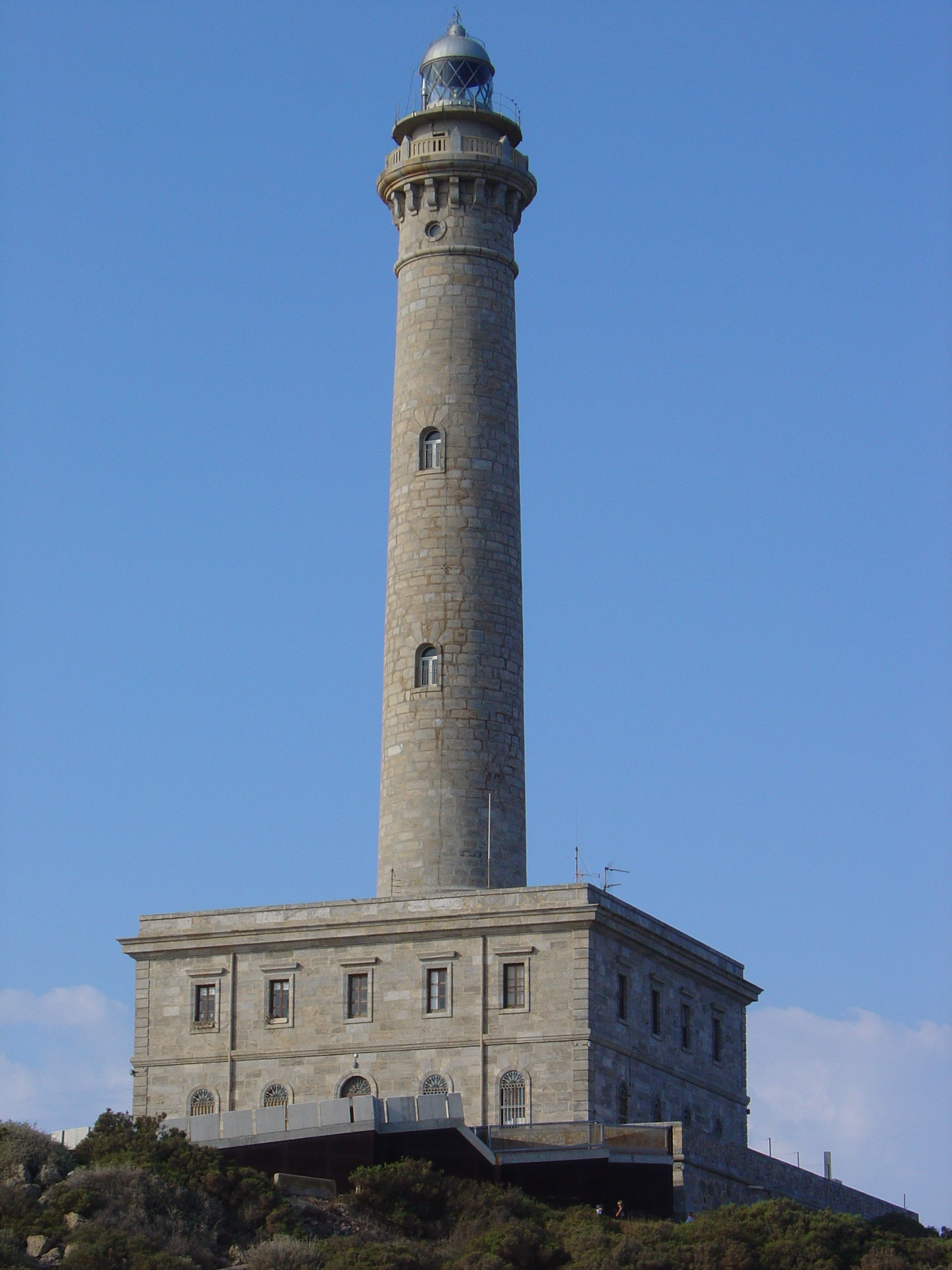
Faro de Cabo de Palos.

Según Plinio el Viejo y Avieno, sobre el promontorio del cabo hubo en la antigüedad un templo consagrado a Baal Hammon, identificado luego por los romanos como Saturno.
En 1554, debido a la intensidad de los ataques de los piratas berberiscos sobre toda la costa mediterránea española, el Rey Carlos I ordena al Concejo de Cartagena la construcción sobre el promontorio de una torre vigía con el nombre de Torre de San Antonio. 
Es en la época de Felipe II cuando se emprende la elaboración de un sistema completo de defensa de las costas, cuyos responsables más directos fueron Vespasiano de Gonzaga y el prestigioso ingeniero italiano Juan Bautista Antonelli, quienes, durante el verano de 1570, recorrieron cuidadosamente la costa de Cartagena y planificaron un completo sistema defensivo de la costa española. El pirata más conocido en las costas de Murcia fue Morato Arráez.
Como consecuencia de este plan de defensa, en 1578 se terminó la torre, que tenía forma hexagonal, y se ordenó apostar guardas cuya misión consistía en avistar cuanto antes y dar aviso de la presencia de las fustas, galeras y saetas enemigas.
En 1862, se inició la construcción del actual faro que se alza hasta los 80 metros de altitud sobre el nivel del mar y 50 sobre el terreno situado en la parte oriental del cabo, sobre una pequeña colina. Se iluminó por primera vez el 29 de enero de 1865.
A lo largo de la historia se han producido innumerables naufragios en las costas próximas a Cabo de Palos, bien debido a accidentes o bien debido a actos de guerra. Entre los numerosos pecios que se han documentado destacan:
El 4 de agosto de 1906, un transatlántico italiano que llevaba inmigrantes a América del Sur naufragó frente al faro provocando una
gran cantidad de víctimas mortales; este hecho es conocido como el Naufragio del Sirio.
Durante la Primera Guerra Mundial, el 25 de junio de 1916, el vapor SS Standfield fue torpedeado por un submarino alemán no identificado
Los días 13 y 14 de octubre de 1917, el submarino alemán SM U-35, al mando del Capitán Lothar von Arnauld de la Perière, torpedeó y hundió por este orden los buques: SS Alavi, Doris, Lilla (más conocido como «Carbonero») y el SS Despina, todos ellos en las proximidades de las Isla Hormiga y
Cabo de Palos.
En la noche del 5 al 6 de marzo de 1938, a unas 70 millas al este del cabo de Palos se libró la mayor batalla naval de la guerra civil española, la batalla del cabo de Palos.
En abril de 1946, se hundió frente a sus costas el carguero Naranjito.

## Cabo de Palos en la actualidad
El pueblo de Cabo de Palos, en origen un poblado de pescadores, se encuentra en la diputación del Rincón de San Ginés, subdivisión del municipio de Cartagena.  Es hoy principalmente una localidad turística conocida por su gastronomía en especial por su "caldero del mar Menor", receta local a base de arroz y pescados de la zona. Posee una amplia oferta gastronómica en los restaurantes y chiringuitos situados en el puerto, el paseo marítimo y alrededores.

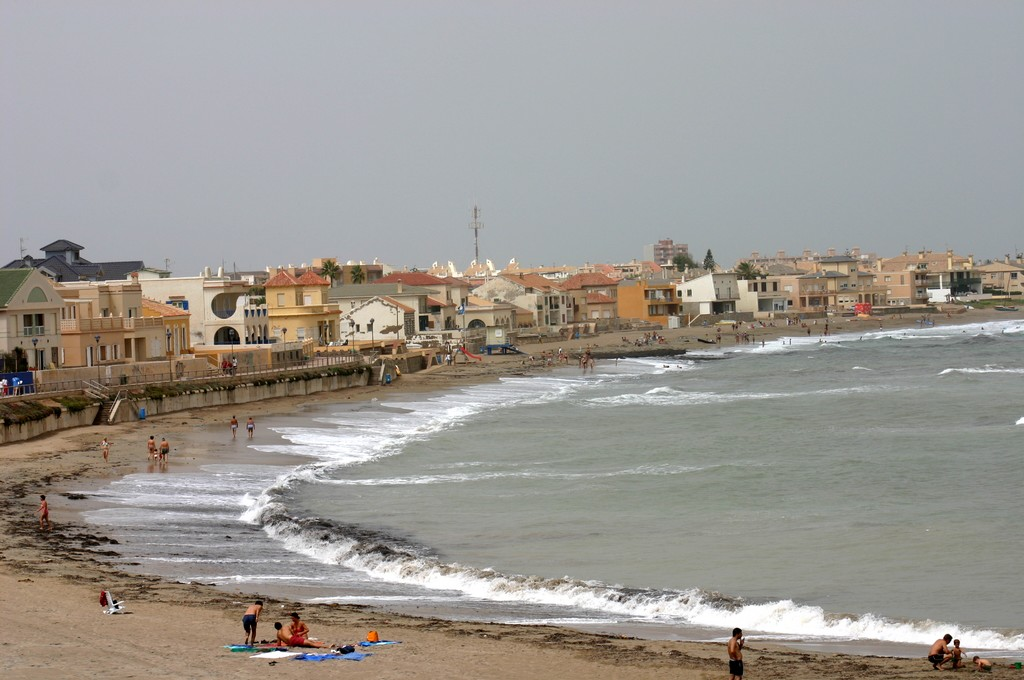
La playa de Levante en Cabo de Palos

Recientemente fue declarado uno de los mejores lugares de Europa para bucear, en especial la Reserva marina de Cabo de Palos e Islas Hormigas.
El puerto de Cabo de Palos está situado frente a la playa de Levante, formado por un rompeolas de mampostería y un contradique en cuyo interior forma una pequeña dársena con 5 pantalanes flotantes para embarcaciones deportivas, quedando una pequeña zona en levante para embarcaciones pesqueras.
En este pueblo suele veranear famosos como Carlos Alcaraz.

## Frente litoral de Cartagena-Escombreras-Cabo de Palos
Cabo de Palos se encuentra en el Frente litoral Cartagena-Escombreras-Cabo de Palos, parte de la Sierra Minera. Dicho frente se adentra en el mar en cabo Tiñoso y cabo del Agua, y en el mismo se encuentran puntas como las del Aguilón y Negra. También cuenta con entrantes, entre los que destacan las ensenadas de Cartagena y Escombreras.

## Lugares de interés medioambiental
La riqueza y buen estado de conservación de sus fondos marinos han motivado la protección de los mismos dentro de la Reserva marina de Cabo de Palos e Islas Hormigas.
Las salinas de Marchamalo y playa de Las Amoladeras son dos pequeños espacios protegidos situados en el extremo sur de La Manga del Mar Menor, en el municipio de Cartagena en la Región de Murcia, en el entorno del mar Menor y el cabo de Palos. Como lugares protegidos se encuentran incluidos dentro de los denominados Espacios abiertos e islas del mar Menor con la categoría de parque natural, LIC y ZEPA.
Muy próximo a cabo de Palos se encuentra el parque regional de Calblanque, monte de las Cenizas y peña del Águila, uno de los últimos espacios naturales de la costa mediterránea que se conserva casi virgen. Su gran riqueza natural se basa en las áridas sierras, largas playas de arenas doradas y ocres, solitarias calas y en la bella formación de dunas fósiles, blancas salinas y macizos montañosos que contrastan con el azul del mar.

## Fiestas
- Procesión del Cristo de los Pescadores el Jueves Santo en Semana Santa.
- Del 7 de agosto hasta el 15 de agosto, día este último en el que llevan al mar a la patrona, la Virgen del Mar, y se hace una procesión marinera.
- Festival de Habaneras: mes de agosto
- También suelen haber algunos festivales en la famosa discoteca Trips Summer Club.

## Comercio
Es un municipio muy vivo en cuanto a comercio se refiere. Es especialmente reconocido su mercadillo, que se produce los domingos durante todo el año.

## Transportes y comunicaciones

### Por carretera
La localidad dispone de dos principales accesos, ambos desde la carretera de La Manga. El primero de ellos es el más usado, y corresponde a la salida 18 de la RM-12. El segundo de ellos se encuentra junto al centro comercial Las Dunas.

### Autobús

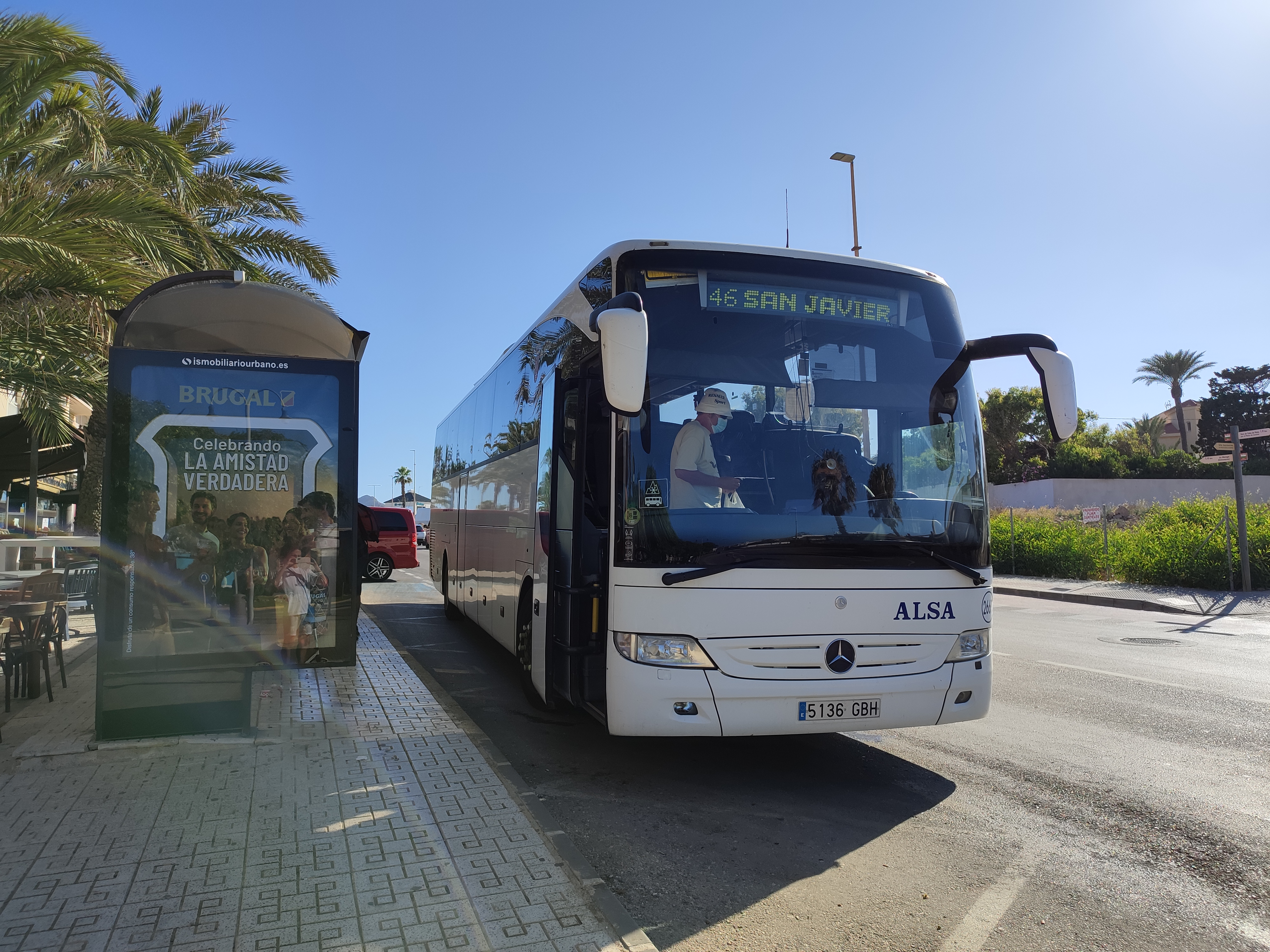
Un autobús interurbano de la línea 46.

El servicio de viajeros por carretera de la localidad se engloba dentro de la marca Movibus, sistema de transporte público interurbano de la Región de Murcia (España), que incluye los servicios de autobús de titularidad autonómica.
| Línea | Recorrido                                                                  | Operador       |
| ----- | -------------------------------------------------------------------------- | -------------- |
| 22    | La Manga (Pedruchillo) - Los Urrutias (Búho Mar Menor / Solo verano)       | ALSA (TUCARSA) |
| 43    | Cartagena - Cabo de Palos - La Manga del Mar Menor                         | ALSA (TUCARSA) |
| 44    | Cabo de Palos - Pedruchillo - Puerto Tomás Maestre - Veneziola (Bus Manga) | ALSA (TUCARSA) |
| 46    | San Pedro del Pinatar - San Javier - Los Alcázares - Cabo de Palos         | ALSA (TUCARSA) |

Además, presta servicio la siguiente línea interurbana:
| Línea     | Recorrido                       | Operador |
| --------- | ------------------------------- | -------- |
| MUR-083-2 | Murcia - La Manga del Mar Menor | Interbus |

### Tren
Está prevista la ampliación del Ferrocarril de Vía Estrecha (FEVE) Cartagena-Los Nietos a Cabo de Palos y San Pedro del Pinatar, pasando por los poblados y municipios ribereños del Mar Menor (El Algar, Los Alcázares y Santiago de La Ribera).